# Franck Bonnamour
Franck Bonnamour (Lannion, 20 de junho de 1995) é um ciclista francês que corre na equipa B&B Hotels p/b KTM de categoria UCI ProTeam. É primo de Romain Le Roux.

## Palmarés
- 2013
- Campeonato da Europa em Estrada Junior[1]